# Audálio Dantas
Audálio Dantas (Anadia, 8 de julho de 1929 - São Paulo, 30 de maio de 2018) foi um escritor, poeta e jornalista brasileiro. Ficou conhecido por ter sido o primeiro editor de Quarto de Despejo, da Carolina Maria de Jesus.

## Biografia

### Primeiros anos
Audálio Ferreira Dantas nasceu em 8 de julho de 1929, em Tanque D'Árca, na época distrito de Anadia, agreste de Alagoas. Era filho do comerciante Otávio Martins Dantas, e de Rosalva Ferreira Dantas. Tinha dois irmãos.
Quando tinha cinco anos, em 1937, partiu, junto com a família, para São Paulo. Dois anos depois seus pais se desquitaram, e ele retornou para a sua cidade natal. Na escola foi apresentado aos grandes clássicos de sua época: como Jorge Amado, José Lins do Rego, Rachel de Queiroz, e Graciliano Ramos, seu autor preferido.
Em 1944 sua mãe voltou para São Paulo. Ele recebeu um pedido para encontrá-la. Durante a viagem de ida até sua mãe, nascia – sem saber – um futuro repórter, que por dez dias, observou a movimentação da viagem. Ao chegar no destino e retomar os estudos interrompidos, o alagoano foi aprovado em um teste para mudar de nível da escola, o qual surpreendeu seus professores.

### Carreira no jornalismo
Começou a trabalhar com 13 anos de idade. Aos 17 foi contratado por um laboratório fotográfico, permitindo uma primeira experiência profissional com o jornalismo, já que ele revelava fotos de Luigi Manprim, para o jornal Folha da Manhã (atual Folha de S.Paulo). Não demorou muito tempo, o escritor já estava indo às ruas e acompanhando repórteres, o qual passou a escrever sobre essas aventuras, na obra intitulada O Vale do Itajaí.
Em 1956, apurou uma matéria acerca da Usina de Paulo Afonso, na Bahia, tornando-se réporter. No ano seguinte, apresentou uma série de reportagens sobre o litoral brasileiro, entre São Paulo e Maranhão. Depois dessa reportagem, destacou-se entre os colegas de profissão. Em 1959, o escritor foi convidado a integrar a equipe da revista O Cruzeiro. Através da revista, o alagoano viajou para Argentina, Equador, Peru e o México.
Em 1966, passou a atuar como editor de turismo, na Quatro Rodas. Em uma de suas produções, o jornalista virou correspondente da revista Veja, em uma guerra que acontecia em Honduras. Em 1969, mudou para a revista Realidade, onde passou a produzir matérias sobre as revoluções econômicas e sociais de Minas Gerais.

### Política
Após iniciar no jornalismo, o auge de Dantas como repórter aconteceu nas décadas de 60 e 70. Em 1975, após assumir a Presidência do Sindicato dos Jornalistas Profissionais do Estado de São Paulo o escritor viu sua vida mudar totalmente. Sua carreira sindical aconteceu na época considerada mais difícil da ditadura militar. O ano que assumiu o sindicato foi polêmico, depois do assassinato do jornalista Vladimir Herzog. Denunciou que Herzog não havia cometido suicidio, e sim que teria sido assassinado.
Ainda em 1978, através de sua atividade sindical, Audálio disputou um espaço na Câmara Federal pelo estado de São Paulo, elegeu-se pelo MDB, partido de oposição à ditadura, e foi considerado o melhor deputado e um dos dez mais influentes do país. Durante alguns anos posteriores, o jornalista passou de presidente do Sindicato para presidente da Fenaj, da Imprensa Oficial de São Paulo, conselheiro curador da Fundação Cásper Líbero e da Fundação Ulysses Guimarães, além de participar de congressos, seminários, conferências, palestras e debates.
Audálio foi vice-presidente em 2005, da Associação Brasileira de Imprensa (ABI) e diretor executivo da revista Negócios da Comunicação.

### Vida pessoal
Foi casado com Vanira Kunc, com quem teve 4 filhos.

### Morte
Morreu em 30 de maio de 2018, devido a complicações de um câncer de intestino diagnosticado em 2015. Estava internado no Hospital Premiê, na capital paulista.

## Carolina Maria de Jesus
É lembrado como "descobridor" da escritora Carolina Maria de Jesus. Os dois se conheceram quando o jornalista trabalhava na favela do Canindé, em São Paulo, e a ouviu fazer referência a respeito do livro que estava escrevendo. Vera Eunice, filha de Carolina, costuma dizer que quem descobriu Audálio foi a mãe, que deu um jeito de chamar a atenção do jornalista para os seus cadernos.
Em 1958, Audálio publicou trechos do diário no jornal Folha da Noite, e, em seguida, na revista Cruzeiro. Para ele, não fazia sentido escrever uma reportagem sobre a favela se os textos de Carolina tinham muito mais propriedade, já que a favela era o cotidiano dela. O jornalista auxiliou a escritora na publicação dos diários que se tornaram o “Quarto de Despejo”, que só na semana de lançamento vendeu cerca de 10 mil cópias. Eles mantiveram contato por longos anos.
Vera Eunice conta que guardava muito rancor de Dantas. Isso porque ele optou por não tirar Carolina da favela, antes do lançamento do livro. Ele também tomava conta do dinheiro de Carolina. A questão do dinheiro foi superada, afinal ela compreendeu que este ato era de cuidado, já que a mãe não possuía uma educação financeira. A questão da favela ela nunca esqueceu, mas perdoou. No fim da vida de Dantas, ela o visitava, para almoçar com ele, todos os fins de semana, no hospital que estava internado.

## Honrarias
Ao longo da carreira, recebeu o prêmio Associação Paulista de Críticos de Arte (APCA), em 2007, e o prêmio Jabuti, em 2013, pela publicação do livro reportagem As Duas Guerras de Vlado Herzog, que conta a história do também jornalista assassinado durante o regime militar. A publicação também rendeu a Audálio o título de "Intelectual do Ano" de 2012. No mesmo ano, ele recebeu o título de "Jornalista do Ano", entregue pela Associação Nacional Editores Publicações Técnicas Dirigidas Especializadas (Anatec).
Foi premiado pela ONU por sua luta em favor dos direitos humanos, em 1981.

### Listagem
- Prêmio de Kenneth David Kaunda de Humanismo, em 1981;
- Troféu Associação Paulista de Críticos de Arte (APCA), em 2007;
- Título de Cidadão Paulistano da Câmara Municipal, em 2008;
- Prêmio Intelectual do Ano com o Troféu Juca Pato, em 2013;
- 55ª edição do Prêmio Jabuti, em 2016.[2][9]

## Obras
- Graciliano Ramos (2005): o livro apresenta o romancista Graciliano Ramos como uma criança tímida e sonhadora, porém determinada e batalhadora. Ele retrata que foi na aridez do nordeste brasileiro que o biografado, ainda criança, fez suas primeiras descobertas sobre o mundo. Apesar de ter enfrentado muitas dificuldades para aprender as letras, Graciliano encantou-se com os livros e se tornou um dos maiores escritores de nosso país.[10][11]
- O Menino Lula (2009): o livro retrata as lembranças do ex-presidente Luiz Inácio Lula da Silva, retratando sua história de migrante que atravessou o tempo da infância sem alegria. Ao contá-la, o autor não escolhe as palavras e nem omite fatos.[12]
- A Infância de Ziraldo (2012): O livro é voltado ao público infantojuvenil, com uma narrativa biográfica da infância de Ziraldo. Ele relata aventuras e experiências comoventes que fizeram parte dessa grande personalidade da cultura brasileira. O texto é fruto de entrevistas e bate-papos entre o autor e o biografado. Na obra, os leitores encontram fotos inéditas da família e de amigos, pessoas que certamente influenciaram as histórias de Ziraldo, bem como as ilustrações que encantam leitores brasileiros de todas as idades.[13]
- As Duas Guerras de Vlado Herzog: da perseguição nazista na Europa à morte sob tortura no Brasil (2012): o livro trata da saga da família Herzog que estava em fuga desesperada da Iugoslávia, em busca de distância da guerra que estava despedaçando a Europa e perseguindo os judeus. Vlado, quando pequeno, viveu sua primeira guerra e aprendeu dolorosas lições. Mais tarde, a segunda guerra foi travada no Brasil, país no qual se refugiou em busca de paz. Foi nesse País que sua vida lhe foi tirada, na escuridão de uma sala de tortura, episódio que marcou a história de sua família e da luta política no Brasil.[14]
- O Tempo de Reportagem: histórias que marcaram época jornalismo brasileiro (2012): Esta obra reúne 13 reportagens e 13 reflexões sobre o reportar. Dos trabalhos publicados, procura contar com algumas produções de Audálio Dantas, do final da década de 1950 até meados dos anos de 1970. O autor busca fazer uma reflexão sobre os bastidores da apuração dos fatos e sobre os desafios de transformar vida em texto jornalístico - suas escolhas, seus erros, suas dúvidas.[15]